# Coley South Glacier
Coley South Glacier är en glaciär i Antarktis. Den ligger i Västantarktis. Argentina, Chile och Storbritannien gör anspråk på området. Coley South Glacier ligger 254 meter över havet.
Terrängen runt Coley South Glacier är huvudsakligen kuperad, men åt nordost är den platt. Terrängen runt Coley South Glacier sluttar österut. Trakten är obefolkad. Det finns inga samhällen i närheten. 